# Spongodes costatocyanea
Spongodes costatocyanea is een zachte koraalsoort uit de familie Nephtheidae. De koraalsoort komt uit het geslacht Spongodes. Spongodes costatocyanea werd in 1898 voor het eerst wetenschappelijk beschreven door Burchardt. 